# Perlite (acier)
Pour les articles homonymes, voir Perlite.

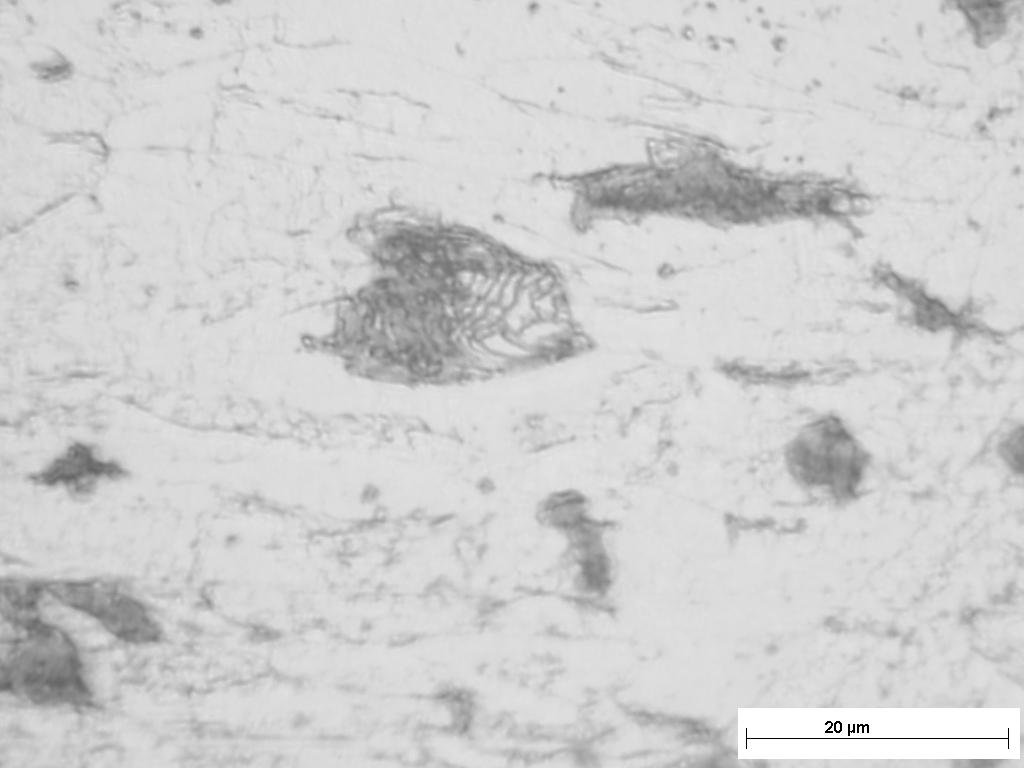
Micrographie de perlite dans un acier C10

La perlite est un composant  biphasé présent dans l'acier et la fonte. Elle est de composition eutectoïde et sa température de transformation est de 727 °C. C'est un agrégat formé de 88,9 % pds de ferrite et 11,1 % pds de cémentite (dans le cas idéal de formation où l'austénite parente est exactement de composition eutectoïde). Sa composition est de 0,77 % pds de carbone pour un système Fe-C. Celle-ci varie en fonction de la présence d'éléments d'addition dans l'acier. 
Sa structure est généralement formée de lamelles alternées de cémentite (Fe3C) et de ferrite. La germination se fait aux joints de grains de la phase mère austénitique. La croissance des lamelles (ferrite, cémentite) est parallèle. Suivant la vitesse de refroidissement, on parle de perlite fine (vitesse élevée) ou de perlite grossière (vitesse lente). Les propriétés mécaniques dépendent de la finesse (distance entre lamelles). La dureté de la perlite est d'environ 220 HV, supérieure à celle de la ferrite (80 HV) mais nettement inférieure à celle de la cémentite (environ 950 HV).
La cémentite est un composé métastable, qui tend à se décomposer en ferrite α et en graphite si l'on attend « suffisamment longtemps » :
Fe3C → 3 Fe + C.
Comme les aciers contiennent peu de carbone (moins de 2,11 % pds), cette transformation n'a donc jamais lieu : le carbone n'atteint pas localement une concentration suffisante pour former du graphite (carbone pur). Les fontes contiennent plus de carbone. Si le refroidissement n'est pas trop lent, et notamment en présence d'éléments anti-graphitisants (manganèse), il se forme de la perlite (fonte blanche). Si le refroidissement de la fonte est suffisamment lent, et surtout si la fonte contient des éléments d'alliage dits « graphitisants » (silicium, cuivre, nickel), il ne se forme pas de perlite mais un eutectoïde à 0.69 % pds C, composé de graphite + ferrite à 0,02 % en masse de carbone (fonte grise), et dont la température de transformation est 738 °C.

Perlite dans l'acier non trempé
Formation de perlite lors du refroidissement de l'acier
Formation de perlite dans la fonte blanche